# Пінья-де-Кампос
Пінья-де-Кампос (ісп. Piña de Campos) — муніципалітет в Іспанії, у складі автономної спільноти Кастилія-і-Леон, у провінції Паленсія. Населення — 255 осіб (2010).
Муніципалітет розташований на відстані близько 210 км на північ від Мадрида, 23 км на північ від Паленсії.

## Демографія
Динаміка населення (INE ):